# Симон Єнко
Симон Єнко (*Simon Jenko; 27 жовтня 1835, Подреча — 18 жовтня 1869, Крань) — словенський поет-лірик та письменник.

## Життєпис
Походив з селянської родини. Народився у селищі Подреча 1835 року. Навчався у народній (початковій) школі в селищі Смледник, потім у м. Крань. 1847 року вступив до Францисканської середньої школи у місті Ново Место, а з 1853 до 1855 року — в Любляні. В подальшому вивчав теологію — університет Клагенфурта, потім перевівся до Віденського університету на юридичний факультет. У 1863 році переїздить до Праше.
У 1860-х роках працював у нотаріальній конторі Краня. У 1866 році отримав посвідчення адвоката. Помер у 1869 році від запалення мозку.

## Творчість
С. Єнко дебютував у 1855 році пародійною гумористичною поемою «Огнепламтич», яка протиставила героїці романтичних поем амурні пригоди провінційного ловеласа. Наступним кроком у напрямку до реалізму були гумористичні оповідання «Тілька» й «Вчитель з Єпрци» (1858 рік), написані під безсумнівним впливом українського письменника Миколи Гоголя. Більше Єнко не повертався до прози.
Створена ним лірика розвивалося у русі романтизму. З щирістю і безпосередністю звучить в його віршах тема любові до батьківщини. Найкращий з патріотичних віршів — «Вперед, знамена слави» — став доволі популярним. Перші вірші увійшли до збірки «Вірші» (1864 рік).
Великих успіхів досяг він в області політичної сатири. Інтимна лірика Єнко відображає внутрішній світ духовно багатої, волелюбної особистості, болісно переживає і страждання своєї батьківщини, свою власну невлаштованість й самотність («Потрійна біда»).
Єнко створює лаконічну, просту і водночас гнучку, співучу, багату відтінками, півтонами й переливами віршовану форму. Його часто називають предтечею імпресіоністичної лірики.